# Mehdigulu Khan Javanshir
Pour l’article homonyme, voir Javanshir (homonymie).
Mehdigulu Khan Javanshir (persan : مهدیقلی خان جوانشیر, azéri : Mehdiqulu xan Cavanşir; 1763–1845) est le dernier des khans du Karabagh, de 1806 à sa fuite en 1822.

## Biographie
Mehdigulu Khan ou Mékhti Qouli Khan est le fils d'Ibrahim Khalil, le second khan du Karabakh, et de Khurshid Begum, fille de Djavad Khan et petite-fille de  Shahverdi Khan de Ganja. En juillet 1805, il est nommé  major-général sur ordre du tsar Alexandre Ier[citation nécessaire], après l'accord conclu entre son père et les Russes qui stipule que l'Empire russe le reconnaît comme souverain (khan) du khanat et confirme que son fils Mehdigulu devra succéder à son père.
Après le meurtre de son père, d'une de ses épouses, de sa fille et de son jeune fils en 1806, Mehdigulu est désigné comme khan de Karabakh par le général Ivan Goudovitch. Il n'oublie  pas que les crimes qui ont décimé sa famille ont été commis par les Russes et il devient un allié secret de la Perse pendant son règne. En novembre 1822, craignant la réaction de la Russie au ouvertures qu'il avait faites au gouvernement de Perse, il s'enfuit dans ce pays. Le khanat est alors supprimé et transformé en province de l'Empire russe. En 1836, il revient au Karabakh pour réclamer les propriétés de sa famille. Il passe le reste de sa vie comme pensionné des Russes avant de mourir en 1845.
Sa fille, Khourchidbanou Natavan, est une importante poétesse azérie.

## Sources
- (en) Cet article est partiellement ou en totalité issu de l’article de Wikipédia en anglais intitulé « Mehdigulu Khan Javanshir » (voir la liste des auteurs).
- (en) George A. Bournoutian, « Ebrāhīm Ḵalīl Khan Javānšīr », dans Encyclopaedia Iranica, vol. VIII, Fasc. 1, 1997, p.71-73.